# Rendsburger Eisenbahnfreunde

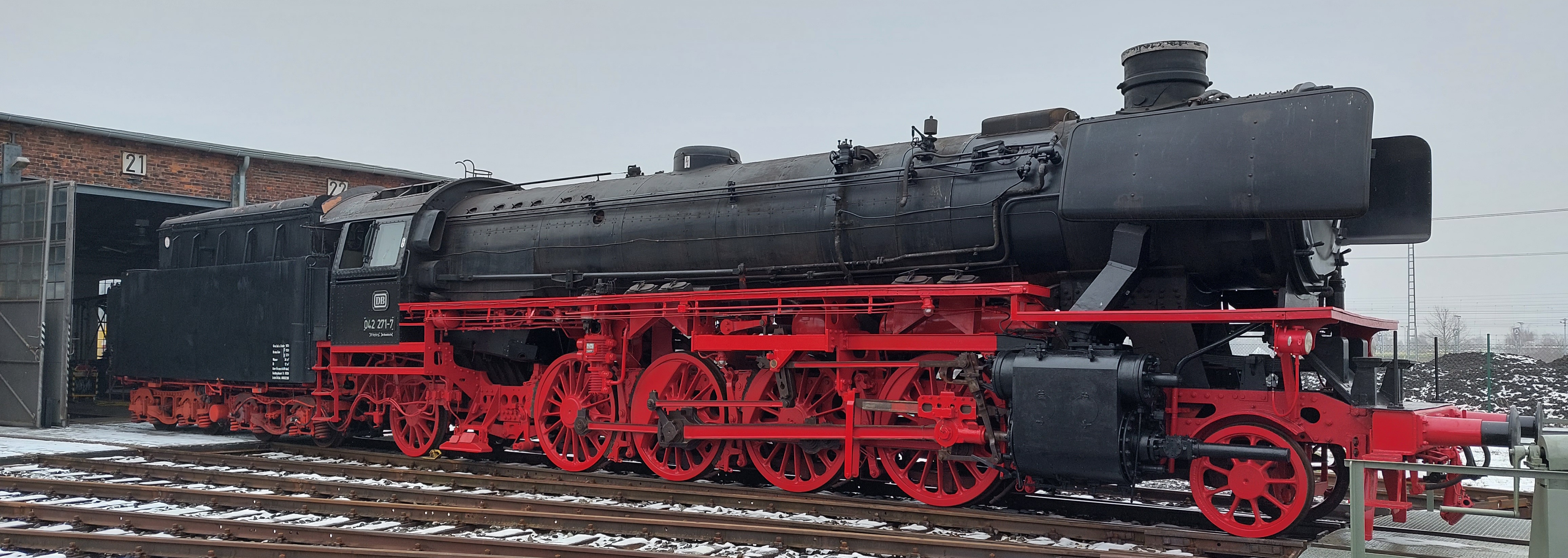

Der Verein Rendsburger Eisenbahnfreunde e. V. ist ein Verein mit Sitz in Neumünster.

## Geschichte
Der Verein Rendsburger Eisenbahnfreunde e. V. wurde im Jahr 1982 in Rendsburg gegründet. 1988 konnte der Verein von Rendsburg nach Neumünster in das Bahnbetriebswerk Neumünster umziehen. Von 1991 bis 1998 wurde die vereinseigene Dampflok 042 271-7 in Norddeutschland eingesetzt. Nach dem Ablauf der Untersuchungsfristen wurde an ihrer Stelle bis 2010 die Dampflokomotive 012 100-4 des DB Museums eingesetzt.

### Ehemalige Fahrzeuge
| Dampflokomotiven  |         |                                    |                           |                                             |                                      |
| Betriebsnr        | Baujahr | Hersteller / Fabriknummer          | Bemerkungen               | Zustand heute                               | Standort heute                       |
| 012 100-4         | 1940    | BMAG / 11356                       |                           | Museumslokomotive (befindet sich im Freien) | DB Museum Koblenz                    |
| 042 271-7         | 1938    | Borsig / 14850                     | Hauptuntersuchung geplant | Museumslokomotive                           | Bw Neumünster                        |
| 50 3694-2         | 1940    | Krupp / 2180                       |                           | Museumslokomotive                           | Bw Schwerin                          |
| 64 446-8          | 1938    | Kraus-Maffei / 15625               |                           | Museumslokomotive                           | Em Augsburg                          |
| 82 008-4          | 1950    | Krupp / 2884                       |                           | Museumslokomotive (befindet sich im Freien) | DB Museum Koblenz                    |
| 94 692-1          | 1923    | BMAG / 8396                        |                           | Museumslokomotive                           | Bf Ilmenau                           |
| Diesellokomotiven |         |                                    |                           |                                             |                                      |
| Köf 6168          | 1954    | Gmeinder 4797                      |                           | Betriebsfähig                               | Dampflokfreunde Berlin e. V.         |
| V 20 036          | 1943    | Klöckner-Humboldt-Deutz AG 39654   |                           | Museumslokomotive                           | DB Museum Koblenz                    |
| 215 122-3         | 1970    | Kraus-Maffei 19492                 |                           | Museumslokomotive                           | DB Museum Koblenz                    |
| 216 221-2         | 1968    | Krupp 4882                         |                           | Museumslokomotive                           | Oberhessische Eisenbahnfreunde e. V. |
| 360 303           | 1957    | Klöckner-Humboldt-Deutz AG 56706   |                           | Betriebsfähig                               | DB Museum Koblenz                    |
| Andere Fahrzeuge  |         |                                    |                           |                                             |                                      |
| 51 9219           | 1964    | IWK 61051                          |                           | verschrottet                                | /                                    |
| 53 0220           | 1972    | Waggon Union                       |                           | verschrottet                                | /                                    |
| 53 0786           | 1981    | Waggon Union 30511                 |                           | verschrottet                                | /                                    |
| VT 98 9516        | 1955    | Waggonfabrik Uerdingen 60256       |                           | 2005 zerlegt                                | /                                    |
| VT 98 9777        | 1960    | Waggon- und Maschinenbau GmbH 1368 |                           | 2005 zerlegt                                | /                                    |
| VT 98 9778        | 1960    | Waggon- und Maschinenbau GmbH 1370 |                           | Museumstriebwagen                           | ARGE-Schienenbus Wilburgstetten      |

Das DB Museum zog 2010 seine Fahrzeuge ab und der Verein musste sein langjähriges Domizil verlassen. Im Frühjahr 2015 konnte der Verein wieder in das Bw einziehen. Der Verein hat sich seitdem zum Ziel gesetzt, die 042 271-7 wieder in Betrieb zu nehmen und einzusetzen. Die optische Aufarbeitung der Lokomotive ist fast abgeschlossen und neue Fristarbeiten sind in Planung.

## Fahrzeuge

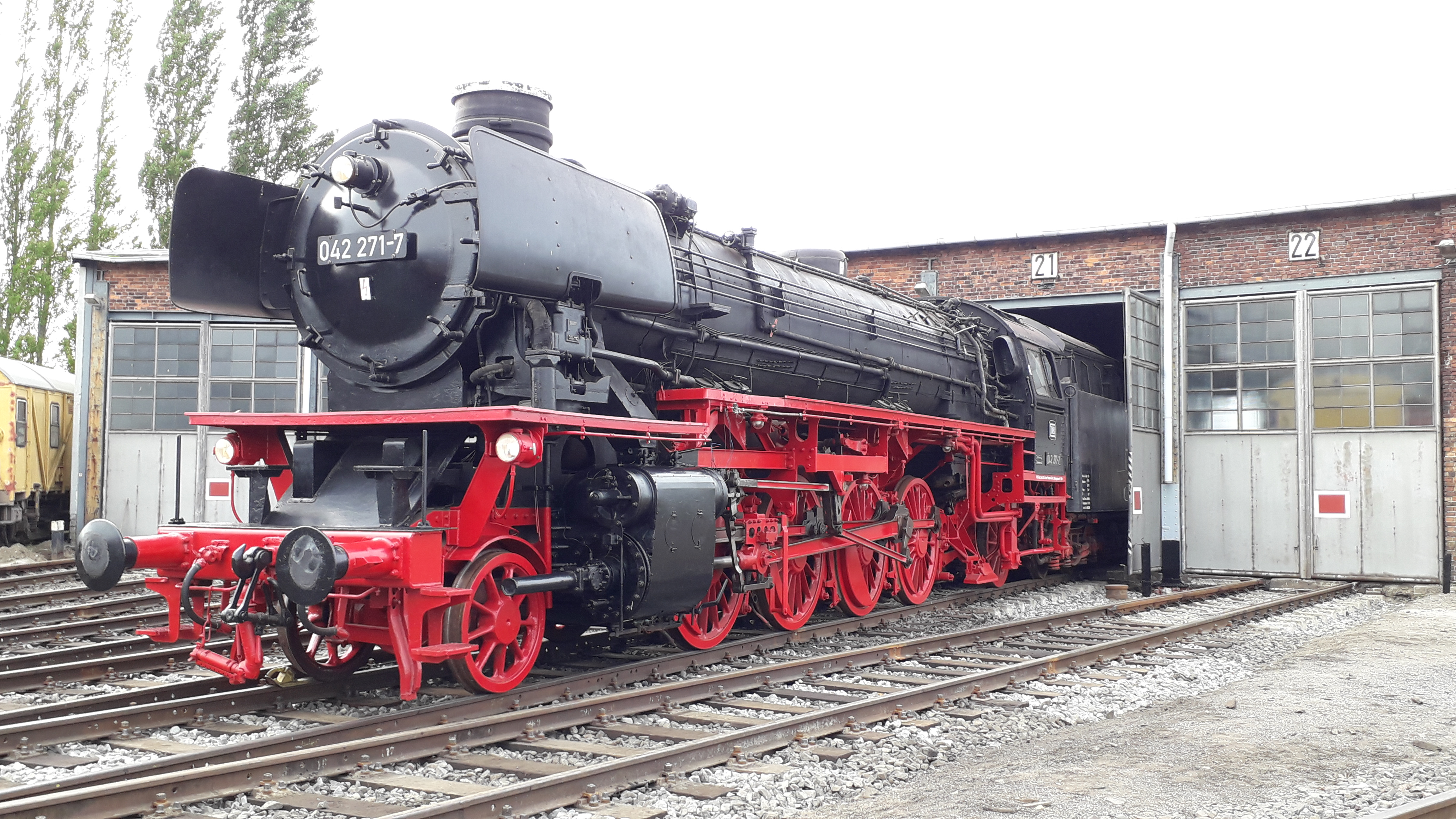
042 271-7 vor dem Lokschuppen Neumünster

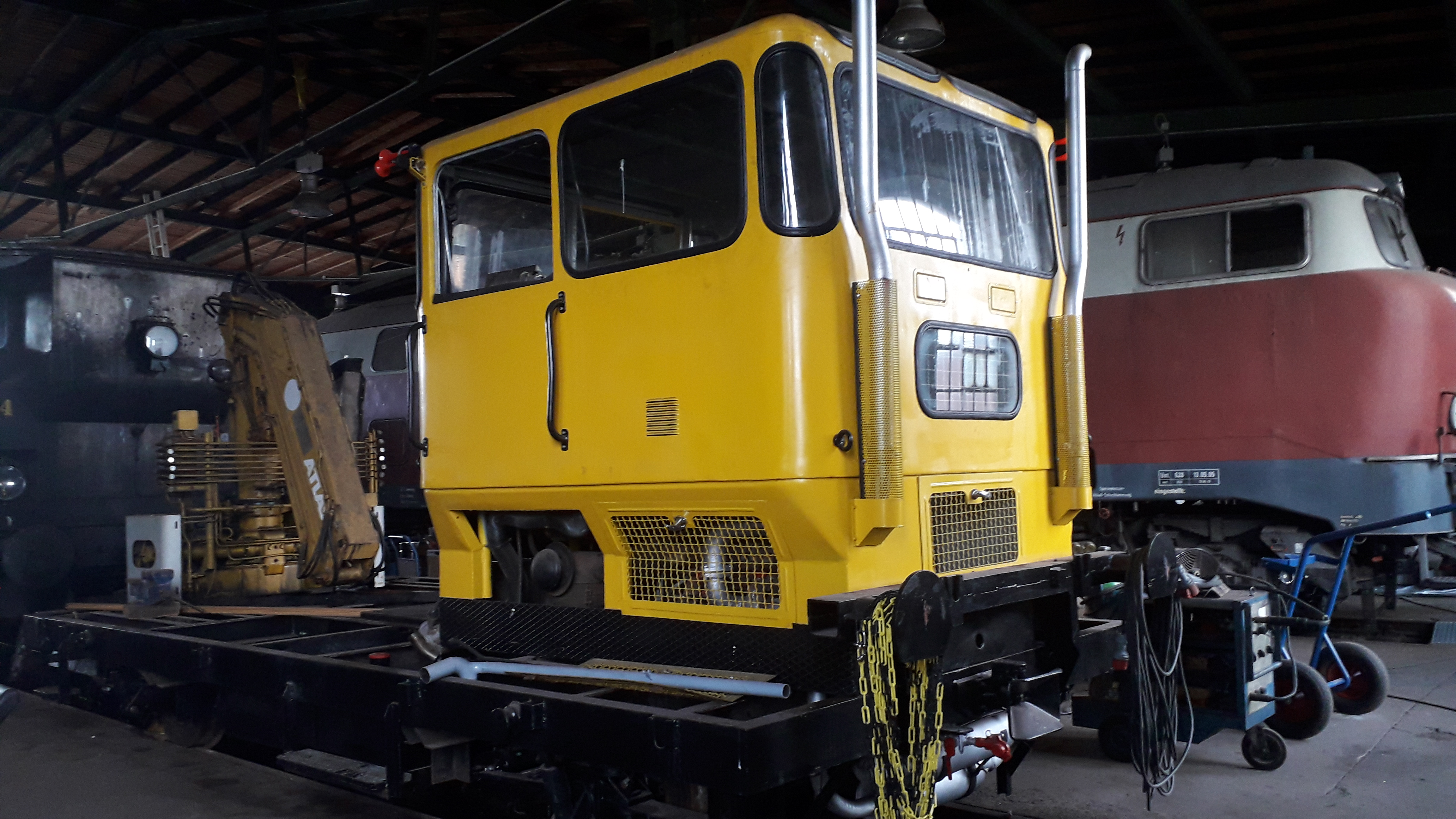
Klv 53 im Lokschuppen Neumünster

| Fahrzeug        | Baujahr | Hersteller/ Fabriknummer | Bemerkungen     | Zustand                                                            |
| --------------- | ------- | ------------------------ | --------------- | ------------------------------------------------------------------ |
| 042 271-7       | 1939    | Borsig (Berlin) 14850    | Ölhauptfeuerung | Museumslok in gepflegtem Zustand (in betriebsfähiger Aufarbeitung) |
| Zweiwegebagger  | 1999    | O&K 315181               |                 | funktionsfähig                                                     |
| Klv 53 0445 – 6 | 1974    | Waggon Union 18435       | verkauft        | betriebsfähiger Kleinwagen                                         |

### Dampflok 042 271-7 (41 271)
1939 bei Borsig in Berlin gebaut, folgte 1958 der Umbau auf Ölhauptfeuerung und die Ausrüstung mit einem Neubaukessel (Henschel, 1958, 29652) im AW Braunschweig. Die Abnahme der Umbauten erfolgte zum 28. Januar 1958.
Im Februar 1978 wurde die Lok von der Stadt Rendsburg gekauft. Der Magistrat der Stadt beschloss die Herrichtung der Lokomotive als schleppfähiges Ausstellungsobjekt. Im August 1982 trennte sich die Stadt von der Lok und überließ sie dem neu gegründeten Verein „Rendsburger Eisenbahnfreunde“. Durch die Feierlichkeiten im Rahmen des Jubiläums 150 Jahre Deutsche Eisenbahnen begann im April 1986 das Projekt „Wiederinbetriebnahme der Lokomotive“. Trotzdem dauerte es fünf Jahre, bis sie wieder betriebsfähig war. Im Juni 1991 wurden die Arbeiten zur Hauptuntersuchung im Dampflokwerk Meiningen abgeschlossen. Die Überführung der Lokomotive erfolgte am 19. Juni 1991 mit eigener Kraft nach Neumünster. Bereits am 22. Juni folgte die erste Sonderfahrt von Hamburg nach Rendsburg. Auf die im 1999 fällige Untersuchung der Lok wurde zugunsten der Inbetriebnahme der 01 1100 verzichtet. Eine neue Hauptuntersuchung ist für die Zukunft geplant.

### Klv 53 0445 – 6 (verkauft)
Der Klv 53 0445 – 6 wurde 1974 von Waggon Union gebaut und gehört zur 9. Bauserie. Diese war mit 111 Fahrzeugen die zweitgrößte Bauserie der Klv 53-Fertigung.
Die Führerkabine und der Rahmen wurden optisch aufgearbeitet und der Motor überholt. Es wird die Überholung des Kranes und die Beplankung der Ladefläche folgen. Der dazugehörige Kla 03 wird im Bw Neumünster für Bau und Transportarbeiten genutzt. Eine Hauptuntersuchung ist nicht angedacht, lediglich der betriebsfähige museale Erhalt.

### Wagen
| Wagenart                          | Baujahr          | Hersteller                     | Bemerkungen           | Nummer          | Zustand                            |
| --------------------------------- | ---------------- | ------------------------------ | --------------------- | --------------- | ---------------------------------- |
| Einheitshilfsgerätewagen HGW 388  | 1964             | Aw Neumünster                  | Werkstatt des Vereins | 60 80 99-27 041 | Museumswagen in gutem Zustand      |
| Gepäckwagen MDyg 986              | 195*             | /                              | Lagerwagen            | 50 80 92-11 927 | Museumswagen in schlechten Zustand |
| Wohn-Werkstattwagen 29-270        | Umbau 1969–1984  | Aw Offenburg / Kassel / Weide  | Lagerwagen            | 60 80 99-29 270 | Museumswagen in Aufarbeitung       |
| Wohn-Werkstattwagen 24-374        | Umbau 1969–1984  | Aw Offenburg / Kassel / Weiden | Schlaf- / Lagerwagen  | 60 80 99-24 374 | Museumswagen in mäßigen Zustand    |
| Geschlossender Güterwagen 51 029  | ≈1920 Umbau 1959 | Deutsche Werke                 | Lagerwagen            | 51 029-7        | Museumswagen in Aufarbeitung       |
| Geschlossender Güterwagen 51 081  | /                | /                              | Lagerwagen            | 51 081-9        | Museumswagen in gutem Zustand      |
| B3yge                             | Umbau 1956       | Aw Karlsruhe                   | Personenwagen         | ?               | Museumswagen in mäßigen Zustand    |
| B3ygeb                            | Umbau 1958       | Aw Hannover                    | Personenwagen         | ?               | Museumswagen in mäßigem Zustand    |
| Kla 03 0269 Anhänger (für Klv 53) | 1971             | Waggon-Union                   | verkauft              | /               | Museumswagen in gutem Zustand      |

(Insgesamt: zwei Personenwagen / zwei Güterwagen / ein Transportwagen / vier sonstige Wagen)